# Wolters Kluwer
Wolters Kluwer je nadnárodní společnost se sídlem v nizozemském městě Alphen aan den Rijn. Historie její působnosti sahá do 19. století. V Česku působí pod názvem Wolters Kluwer ČR, a.s. v oblasti zdravotnictví, účetnictví, finančního a daňového poradenství, práva a školství.

## Oblast působnosti
Firma jedním z předních světových vydavatelů a poskytovatelů informačních produktů a služeb. Soustředí se hlavně na trhy v oblasti zdravotnictví, daní, účetnictví, korporátních služeb, finančních služeb, práva a regulace, vzdělávání. 
Centrála Wolters Kluwer se nachází v Alphen aan den Rijn v Nizozemsku. Ve své současné podobě byla založena v roce 1987 s fúzí mezi Kluwer Publishers a Wolters Samson. Společnost zaměstnává více než 19 tisíc lidí po celém světě a své zastoupení má po celé Evropě, Severní Americe, v Asii a Pacifiku. 
Výkonnou ředitelkou společnosti je od roku 2003 Nancy McKinstry.

### V Česku
V Česku působí pod názvem Wolters Kluwer ČR, a.s., kde je mimo jiné provozovatelem certifikace Rodiče vítáni.